# 全日本学生馬術選手権大会
全日本学生馬術選手権大会（ぜんにほんがくせいばじゅつせんしゅけんたいかい）は、全日本学生馬術連盟が主催する日本の馬術大会である。

## 概要
大正時代に旧帝国大や私大で続々と馬術部が創設され、1928年（昭和3年）に現在の全日本学生馬術連盟の前身となる日本学生馬術協会が設立。大学体育会馬術部の競技会として1929年に第1回が開催された。1957年に日本馬術連盟の傘下団体として全日本学生馬術連盟が組織され施行された。

## 過去の成績

### 全日本学生馬術選手権大会
| 回     | 開催日程            | 優勝選手名     | 所属大学       | 開催地                                               |
| ------ | ------------------- | -------------- | -------------- | ---------------------------------------------------- |
| 第1回  | 1929年              | 岩坪正治       | 同志社大学     |                                                      |
| 第2回  | 1930年              | 芳沢弘司       | 同志社大学     |                                                      |
| 第3回  | 1931年              | 東園基文       | 北海道帝国大学 |                                                      |
| 第4回  | 1932年              | 相川泰吉       | 東京商科大学   |                                                      |
| 第5回  | 1933年              | 竜崎義明       | 慶應義塾大学   |                                                      |
| 第6回  | 1934年              | 吉田隆滋       | 法政大学       |                                                      |
| 第7回  | 1935年              | 竜村徳         | 早稲田大学     |                                                      |
| 第8回  | 1936年              | 鈴木彪         | 立教大学       |                                                      |
| 第9回  | 1937年              | 武田正         | 千葉医科大学   |                                                      |
| 第10回 | 1938年              | 藤井昇平       | 早稲田大学     |                                                      |
| 第11回 | 1939年              | 菅間威         | 北海道帝国大学 |                                                      |
| 第12回 | 1940年              | 池田輝男       | 京城帝国大学   |                                                      |
| 第13回 | 1941年              | 山本錬太郎     | 早稲田大学     |                                                      |
| 第14回 | 1942年              | 中断           | 中断           | 中断                                                 |
| 第15回 | 1943年              | 中断           | 中断           | 中断                                                 |
| 第16回 | 1944年              | 中断           | 中断           | 中断                                                 |
| 第17回 | 1945年              | 中断           | 中断           | 中断                                                 |
| 第18回 | 1946年              | 中断           | 中断           | 中断                                                 |
| 第19回 | 1947年              | 中断           | 中断           | 中断                                                 |
| 第20回 | 1948年              | 加太久邦       | 東京大学       |                                                      |
| 第21回 | 1949年              | 加太久邦       | 東京大学       |                                                      |
| 第22回 | 1950年              | 西村修一       | 慶應義塾大学   |                                                      |
| 第23回 | 1951年              | 関峻夫         | 早稲田大学     |                                                      |
| 第24回 | 1952年              | 小島郁良       | 名古屋工業大学 |                                                      |
| 第25回 | 1953年              | 佐藤健三       | 慶應義塾大学   |                                                      |
| 第26回 | 1954年              | 富沢康男       | 慶應義塾大学   |                                                      |
| 第27回 | 1955年              | 影山祐三       | 成蹊大学       |                                                      |
| 第28回 | 1956年              | 楠山薫二郎     | 早稲田大学     |                                                      |
| 第29回 | 1957年12月14日-15日 | 交野政明       | 学習院大学     | パレス乗馬倶楽部 日本中央競馬会馬事公苑              |
| 第30回 | 1958年11月28日-29日 | 上野寿太郎     | 明治大学       | 中京競馬場                                           |
| 第31回 | 1959年12月18日-19日 | 矢野隆男       | 明治大学       | パレス乗馬倶楽部 日本中央競馬会馬事公苑              |
| 第32回 | 1960年12月16日-18日 | 相川一成       | 成蹊大学       | パレス乗馬倶楽部 日本中央競馬会馬事公苑 後楽園野球場 |
| 第33回 | 1961年12月22日-23日 | 木曽敏彦       | 明治大学       | パレス乗馬倶楽部 日本中央競馬会馬事公苑              |
| 第34回 | 1962年12月21日-23日 | 松平頼典(馬場) | 成城大学       | パレス乗馬倶楽部 日本中央競馬会馬事公苑              |
| 第34回 | 1962年12月21日-23日 | 丹羽良三(障害) | 中央大学       |                                                      |
| 第35回 | 1963年12月21日-23日 | 横山武次       | 慶應義塾大学   | パレス乗馬倶楽部 日本中央競馬会馬事公苑              |
| 第36回 | 1964年11月25日-26日 | 柏原高明       | 同志社大学     | 宮内庁覆馬場 日本中央競馬会馬事公苑                  |
| 第37回 | 1965年11月12日-14日 | 松井絋(馬場)   | 慶應義塾大学   | 日本中央競馬会馬事公苑                               |
| 第37回 | 1965年11月12日-14日 | 伊藤勝三(障害) | 甲南大学       |                                                      |
| 第38回 | 1966年10月12日-13日 | 佐伯常貞(馬場) | 明治大学       | 日本中央競馬会馬事公苑                               |
| 第38回 | 1966年11月17日      | 若原尚(障害)   | 関西大学       | 日本中央競馬会馬事公苑                               |
| 第39回 | 1967年10月15日      | 高橋直人       | 学習院大学     | 日本中央競馬会馬事公苑                               |
| 第40回 | 1968年11月21日-22日 | 阿部富房       | 明治大学       | 日本中央競馬会馬事公苑                               |
| 第41回 | 1969年12月12日-14日 | 木村義文       | 日本大学       | 日本中央競馬会馬事公苑                               |
| 第42回 | 1970年11月20日-22日 | 古谷博         | 学習院大学     | 日本中央競馬会馬事公苑                               |
| 第43回 | 1971年11月19日-21日 | 草野信一       | 学習院大学     | 日本中央競馬会馬事公苑                               |
| 第44回 | 1972年11月24日-26日 | 井上博昭       | 学習院大学     | 日本中央競馬会馬事公苑                               |
| 第45回 | 1973年11月14日      | 藤原辰雄       | 日本大学       | 日本中央競馬会馬事公苑                               |
| 第46回 | 1974年              | 園田正伸       | 日本大学       | 日本中央競馬会馬事公苑                               |
| 第47回 | 1975年              | 南本好朗       | 日本大学       | 日本中央競馬会馬事公苑                               |
| 第48回 | 1976年              | 田辺和男       | 学習院大学     | 日本中央競馬会馬事公苑                               |
| 第49回 | 1977年              | 嶋田佳幸       | 日本大学       | 日本中央競馬会馬事公苑                               |
| 第50回 | 1978年              | 諸岡徹         | 日本大学       | 日本中央競馬会馬事公苑                               |
| 第51回 | 1979年              | 諸岡徹         | 日本大学       | 日本中央競馬会馬事公苑                               |
| 第52回 | 1980年              | 沖崎誠一郎     | 日本大学       | 日本中央競馬会馬事公苑                               |
| 第53回 | 1981年              | 松本謙         | 専修大学       | 日本中央競馬会馬事公苑                               |
| 第54回 | 1982年              | 霜村博文       | 明治大学       | 日本中央競馬会馬事公苑                               |
| 第55回 | 1983年              | 尾辻勝         | 専修大学       | 日本中央競馬会馬事公苑                               |
| 第56回 | 1984年              | 伊藤圭三       | 日本大学       | 日本中央競馬会馬事公苑                               |
| 第57回 | 1985年              | 荻野豊         | 専修大学       | 日本中央競馬会馬事公苑                               |
| 第58回 | 1986年              | 伊東史人       | 日本大学       | 日本中央競馬会馬事公苑                               |
| 第59回 | 1987年              | 久保田貴士     | 明治大学       | 日本中央競馬会馬事公苑                               |
| 第60回 | 1988年              | 久保田貴士     | 明治大学       | 日本中央競馬会馬事公苑                               |
| 第61回 | 1989年              | 久保田貴士     | 明治大学       | 日本中央競馬会馬事公苑                               |
| 第62回 | 1990年              | 白藤淳         | 慶應義塾大学   | 日本中央競馬会馬事公苑                               |
| 第63回 | 1991年              | 白藤淳         | 慶應義塾大学   | 日本中央競馬会馬事公苑                               |
| 第64回 | 1992年              | 細野茂之       | 日本大学       | 日本中央競馬会馬事公苑                               |
| 第65回 | 1993年              | 荻野圭吾       | 明治大学       | 日本中央競馬会馬事公苑                               |
| 第66回 | 1994年              | 望月秀明       | 日本大学       | 日本中央競馬会馬事公苑                               |
| 第67回 | 1995年              | 佐伯光夫       | 明治大学       | 日本中央競馬会馬事公苑                               |
| 第68回 | 1996年              | 野口佳規       | 日本大学       | 日本中央競馬会馬事公苑                               |
| 第69回 | 1997年              | 衛藤敬三       | 明治大学       | 日本中央競馬会馬事公苑                               |
| 第70回 | 1998年              | 尾形和幸       | 中央大学       | 日本中央競馬会馬事公苑                               |
| 第71回 | 1999年              | 楠木貴成       | 明治大学       | 日本中央競馬会馬事公苑                               |
| 第72回 | 2000年              | 池添学         | 明治大学       | 日本中央競馬会馬事公苑                               |
| 第73回 | 2001年              | 草薙達也       | 明治大学       | 日本中央競馬会馬事公苑                               |
| 第74回 | 2002年12月14日-15日 | 山口晋也       | 中央大学       | 三木ホースランドパーク                               |
| 第75回 | 2003年              | 高橋正直       | 明治大学       | 日本中央競馬会馬事公苑                               |
| 第76回 | 2004年              | 戸本一真       | 明治大学       | 日本中央競馬会馬事公苑                               |
| 第77回 | 2005年              | 林伸伍         | 明治大学       | 日本中央競馬会馬事公苑                               |
| 第78回 | 2006年              | 北島隆三       | 明治大学       | 日本中央競馬会馬事公苑                               |
| 第79回 | 2007年              | 北島隆三       | 明治大学       |                                                      |
| 第80回 | 2008年              | 柘植和也       | 明治大学       |                                                      |
| 第81回 | 2009年              | 柘植和也       | 明治大学       |                                                      |
| 第82回 | 2010年              | 西脇友彦       | 明治大学       |                                                      |
| 第83回 | 2011年              | 吉田学人       | 明治大学       |                                                      |
| 第84回 | 2012年              | 照井駿介       | 早稲田大学     |                                                      |
| 第85回 | 2013年              | 柿澤小夜子     | 日本大学       |                                                      |
| 第86回 | 2014年              | 香田彬彦       | 明治大学       |                                                      |
| 第87回 | 2015年              | 青柳創也       | 専修大学       |                                                      |
| 第88回 | 2016年              | 菅原権太郎     | 日本大学       | 日本中央競馬会馬事公苑                               |
| 第89回 | 2017年11月25日-26日 | 今橋裕晃       | 日本大学       | 福岡県馬術競技場                                     |
| 第90回 | 2018年11月23日-25日 | 古野博人       | 日本大学       | 愛知県森林公園                                       |
| 第91回 | 2019年11月16日-17日 | 名倉賢人       | 日本大学       | 御殿場市馬術・スポーツセンター                       |
| 第92回 | 2020年              | 中止           | 中止           | 中止                                                 |
| 第93回 | 2021年11月27日-28日 | 楠本將斗       | 日本大学       | 蒜山ホースパーク                                     |
| 第94回 | 2022年9月10日-11日  | 楠本將斗       | 日本大学       | ノーザンホースパーク                                 |
| 第95回 | 2023年12月9日-10日  | 砂川成弘       | 日本大学       | 御殿場市馬術・スポーツセンター                       |
| 第96回 | 2024年12月7日-8日   | 光成拓海       | 慶應義塾大学   | 三木ホースランドパーク                               |

### 全日本学生馬術女子選手権大会
| 回     | 開催日程            | 優勝選手名 | 所属大学         | 開催地                         |
| ------ | ------------------- | ---------- | ---------------- | ------------------------------ |
| 第1回  | 1965年              | 塩崎加代子 | 関西大学         | 日本中央競馬会馬事公苑         |
| 第2回  | 1966年              | 木所弘子   | 青山学院大学     | 日本中央競馬会馬事公苑         |
| 第3回  | 1967年              | 田中尚子   | 慶應義熟大学     | 日本中央競馬会馬事公苑         |
| 第4回  | 1968年              | 湯原真砂子 | 慶應義熟大学     | 日本中央競馬会馬事公苑         |
| 第5回  | 1969年              | 藤井喜久子 | 神戸女学院大学   | 日本中央競馬会馬事公苑         |
| 第6回  | 1970年              | 柳沢栄子   | 宮崎大学         | 日本中央競馬会馬事公苑         |
| 第7回  | 1971年              | 大木道子   | 日本大学         | 日本中央競馬会馬事公苑         |
| 第8回  | 1972年              | 大木道子   | 日本大学         | 日本中央競馬会馬事公苑         |
| 第9回  | 1973年              | 大木道子   | 日本大学         | 日本中央競馬会馬事公苑         |
| 第10回 | 1974年              | 大木道子   | 日本大学         | 日本中央競馬会馬事公苑         |
| 第11回 | 1975年              | 飛山真由美 | 福井工業大学     | 日本中央競馬会馬事公苑         |
| 第12回 | 1976年              | 加藤和代   | 青山学院大学     | 日本中央競馬会馬事公苑         |
| 第13回 | 1977年              | 玉置恵美子 | 青山学院大学     | 日本中央競馬会馬事公苑         |
| 第14回 | 1978年              | 川崎芳子   | 青山学院大学     | 日本中央競馬会馬事公苑         |
| 第15回 | 1979年              | 川崎芳子   | 青山学院大学     | 日本中央競馬会馬事公苑         |
| 第16回 | 1980年              | 黒沢智子   | 日本大学         | 日本中央競馬会馬事公苑         |
| 第17回 | 1981年              | 黒沢智子   | 日本大学         | 日本中央競馬会馬事公苑         |
| 第18回 | 1982年              | 黒沢智子   | 日本大学         | 日本中央競馬会馬事公苑         |
| 第19回 | 1983年              | 松本美紀   | 青山学院大学     | 日本中央競馬会馬事公苑         |
| 第20回 | 1984年              | 松本美紀   | 青山学院大学     | 日本中央競馬会馬事公苑         |
| 第21回 | 1985年              | 面雅子     | 慶應義塾大学     | 日本中央競馬会馬事公苑         |
| 第22回 | 1986年              | 吉田知恵   | 北九州大学       | 日本中央競馬会馬事公苑         |
| 第23回 | 1987年              | 塚田由佳   | 日本大学         | 日本中央競馬会馬事公苑         |
| 第24回 | 1988年              | 渡辺浩美   | 青山学院大学     | 日本中央競馬会馬事公苑         |
| 第25回 | 1989年              | 桝井しのぶ | 同志社大学       | 日本中央競馬会馬事公苑         |
| 第26回 | 1990年              | 井地亜由美 | 学習院大学       | 日本中央競馬会馬事公苑         |
| 第27回 | 1991年              | 小島亜矢   | 日本大学         | 日本中央競馬会馬事公苑         |
| 第28回 | 1992年              | 磯村佳美   | 専修大学         | 日本中央競馬会馬事公苑         |
| 第29回 | 1993年              | 清和まゆみ | 専修大学         | 日本中央競馬会馬事公苑         |
| 第30回 | 1994年              | 清和まゆみ | 専修大学         | 日本中央競馬会馬事公苑         |
| 第31回 | 1995年              | 井上智才代 | 京都産業大学     | 日本中央競馬会馬事公苑         |
| 第32回 | 1996年              | 佐藤恵子   | 青山学院大学     | 日本中央競馬会馬事公苑         |
| 第33回 | 1997年              | 根守あずさ | 中央大学         | 日本中央競馬会馬事公苑         |
| 第34回 | 1998年              | 桃野亜紀   | 青山学院大学     | 日本中央競馬会馬事公苑         |
| 第35回 | 1999年              | 羽山聡美   | 同志社大学       | 日本中央競馬会馬事公苑         |
| 第36回 | 2000年              | 下坂奈央   | 日本大学         | 日本中央競馬会馬事公苑         |
| 第37回 | 2001年              | 下坂奈央   | 日本大学         | 日本中央競馬会馬事公苑         |
| 第38回 | 2002年              | 堀内千尋   | 日本獸医畜産大学 | 三木ホースランドパーク         |
| 第39回 | 2003年              | 小林徳子   | 明治大学         | 日本中央競馬会馬事公苑         |
| 第40回 | 2004年              | 小林徳子   | 明治大学         | 日本中央競馬会馬事公苑         |
| 第41回 | 2005年              | 大田芳栄   | 東京農業大学     | 日本中央競馬会馬事公苑         |
| 第42回 | 2006年              | 森田優     | 関西学院大学     | 日本中央競馬会馬事公苑         |
| 第43回 | 2007年              | 佐藤泰     | 早稲田大学       |                                |
| 第44回 | 2008年              | 北村美緒   | 日本大学         |                                |
| 第45回 | 2009年              | 靍林舞     | 専修大学         |                                |
| 第46回 | 2010年              | 天谷幸枝   | 日本大学         |                                |
| 第47回 | 2011年              | 天谷幸枝   | 日本大学         |                                |
| 第48回 | 2012年              | 柿澤小夜子 | 日本大学         |                                |
| 第49回 | 2013年              | 柿澤小夜子 | 日本大学         |                                |
| 第50回 | 2014年              | 吉田なな美 | 福井工業大学     |                                |
| 第51回 | 2015年              | 石栗里美   | 立教大学         |                                |
| 第52回 | 2016年              | 細川映里香 | 日本大学         | 日本中央競馬会馬事公苑         |
| 第53回 | 2017年11月25日-26日 | 細川映里香 | 日本大学         | 福岡県馬術競技場               |
| 第54回 | 2018年11月23日-25日 | 安田利実   | 学習院大学       | 愛知県森林公園                 |
| 第55回 | 2019年11月16日-17日 | 近藤舞宝   | 専修大学         | 御殿場市馬術・スポーツセンター |
| 第56回 | 2020年              | 中止       | 中止             | 中止                           |
| 第57回 | 2021年11月27日-28日 | 堀坂菜七子 | 日本大学         | 蒜山ホースパーク               |
| 第58回 | 2022年9月10日-11日  | 越後りの   | 日本大学         | ノーザンホースパーク           |
| 第59回 | 2023年12月9日-10日  | 中島妃香留 | 早稲田大学       | 御殿場市馬術・スポーツセンター |
| 第60回 | 2024年12月7日-8日   | 鈴木美咲   | 日本大学         | 三木ホースランドパーク         |